# 白朝夢
「白朝夢」（はくちょうむ）は、WEAVERの楽曲。同バンドの1作目の配信限定シングルとして、2009年10月21日にA-Sketchからリリースされた。

## 概要
スリーピースピアノ・ロックバンドWEAVERのメジャーデビュー作。
本作リリース前の9月には、本作のプロローグ映像がBARKSの動画ランキングで1位を記録し、着うたフルshort ver.がレコチョク ロック・フルで週間1位を獲得した。